# Inverness
Inverness (gaelico scozzese: Inbhir Nis; scozzese: Innerness) è una città della Scozia, alla foce del fiume Ness nel Moray Firth. Pur senza essere un comune, la città è il centro amministrativo dell'Highland Council ed è considerata il capoluogo delle Highlands.

## Storia
Inverness era una delle principali roccaforti dei Pitti e nel 569 fu visitata da San Columba con l'intenzione di convertire il re dei Pitti Brude, che avrebbe dovuto risiedere nel forte vetrificato di Craig Phadrig, a ovest della città. Nel 1983 fu trovata una catena d'argento di 2,9 kg risalente al 500-800, appena a sud di Torvean. Si pensa che una chiesa o una cella di un monaco siano state fondate dai primi monaci celtici sul Monte San Michele, un tumulo vicino al fiume Ness, ora sede della vecchia chiesa alta e del cimitero. Si dice che il castello di Inverness sia stato costruito da Malcolm III di Scozia, dopo aver raso al suolo il castello in cui Macbeth aveva, secondo una tradizione molto più tarda, assassinato il padre di Malcolm III, ovvero Duncan I di Scozia. Il castello sorgeva su una collina a circa 1 km a nord-est.
La posizione strategica di Inverness ha portato a numerosi conflitti nell'area. Si dice che ci fu una battaglia all'inizio dell'XI secolo tra il re Malcolm e Thorfinn di Norvegia a Blar Nam Feinne, a sud-ovest della città.
Inverness aveva quattro fiere tradizionali, tra cui Legavrik o "Leth-Gheamhradh", che significa inverno, e Faoilleach. Guglielmo il leone concesse a Inverness quattro licenze, da una delle quali fu creato un Burgh. Del convento domenicano fondato da Alessandro III di Scozia nel 1233, solo un pilastro e l'effigie di un cavaliere consumato sopravvivono in un cimitero appartato vicino al centro città. Durante  il Medioevo Inverness subì regolari incursioni dalle isole occidentali. Nel 1187 Donald Ban guidò gli isolani in una battaglia a Torvean contro uomini del castello di Inverness guidati dal figlio del governatore, Duncan Mackintosh. Entrambi i leader furono uccisi nella battaglia, si dice che Donald Ban fosse stato sepolto in un grande tumulo vicino al fiume Ness (vicino a dove fu trovata la catena d'argento). Secondo la tradizione locale, i cittadini combatterono contro il clan Donald nel 1340 nella battaglia di Blairnacoi sulla Drumderfit Hill, a nord di Inverness attraverso il Beauly Firth. Durante  il Medioevo Inverness subì regolari incursioni da parte dei signori MacDonald delle isole nel XV secolo. Sulla sua strada per la battaglia di Harlaw nel 1411, Donald of Islay assediò la città, e sedici anni dopo James I tenne un parlamento nel castello in cui furono convocati i capi principali del nord, di cui tre furono arrestati per aver sfidato il comando del re. Il clan Munro sconfisse il clan Mackintosh nel 1454 nella battaglia di Clachnaharry appena ad ovest della città. Il clan Donald e i loro alleati presero d'assalto il castello durante l'incursione di Ross nel 1491. Nel 1562, durante i progressi intrapresi per reprimere l'insurrezione di Huntly, a Maria di Scozia, fu negata l'ammissione al castello di Inverness dal governatore, che apparteneva alla fazione del conte e che in seguito fece impiccare. Il clan Munro e il clan Fraser di Lovat presero il castello per lei.  La casa in cui visse nel frattempo rimase in Bridge Street fino agli anni '70, quando fu demolita per far posto al secondo sviluppo di Bridge Street.
Oltre i limiti settentrionali della città, Oliver Cromwell costruì una cittadella in grado di ospitare 1 000 uomini, ma ad eccezione di una parte dei bastioni fu demolita durante il restauro e l'unico residuo moderno sopravvissuto è una torre dell'orologio. 
Inverness ebbe un ruolo nell'ascesa giacobita del 1689. All'inizio di maggio fu assediata da un contingente di giacobiti guidato da MacDonell di Keppoch. La città fu effettivamente salvata dal visconte Dundee, il generale comandante, quando arrivò con il principale esercito giacobita, sebbene avesse richiesto a Inverness di professare lealtà al re Giacomo VII di Scozia. 
Nel 1715 i giacobiti occuparono la fortezza reale come caserma. Nel 1727 il governo costruì qui il primo Fort George, ma nel 1746 si arrese ai giacobiti e lo fecero saltare in aria. Culloden Moor si trova nelle vicinanze, e fu il sito della battaglia di Culloden nel 1746, che pose fine all'ascesa giacobita del 1745-1746.
La sala di addestramento di Rose Street fu completata intorno al 1908. 
Il 7 settembre 1921, il primo incontro del Gabinetto britannico che si tenne fuori Londra ebbe luogo nella Town House, quando David Lloyd George, in vacanza a Gairloch, convocò un incontro di emergenza per discutere della situazione in Irlanda. La formula di Inverness composta in questo incontro è stata la base del trattato anglo-irlandese.

## Geografia  fisica

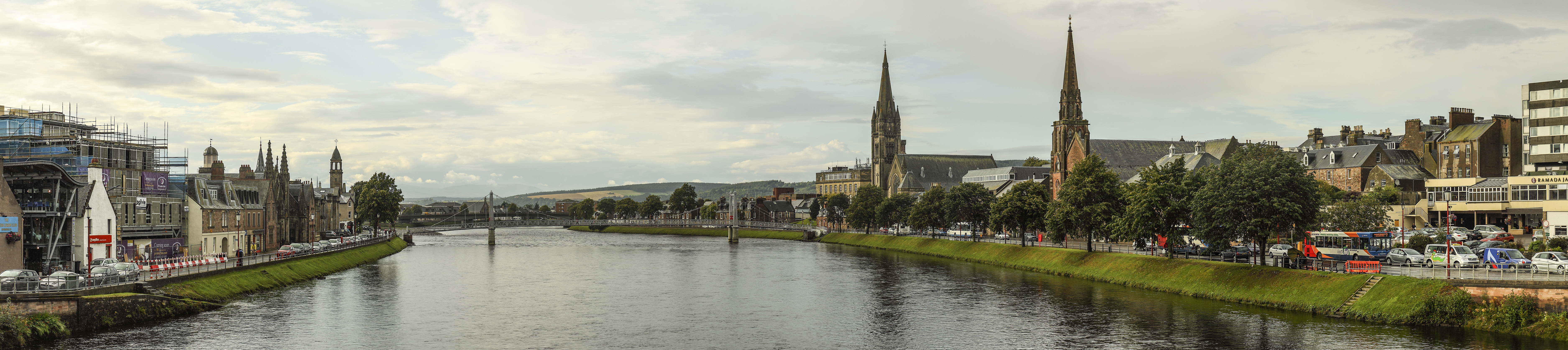
Panorama di Inverness con Huntly Street (a sinistra), il fiume Ness e Bank Street (a destra)

Inverness è situata alla foce del fiume Ness (che confluisce nel vicino Loch Ness) e all'estremità sudoccidentale del fiordo di Moray Firth. La città giace alla fine del Grande Glen che riunisce Loch Ness, Loch Ashie e Loch Duntelchaig a ovest. Il Canale di Caledonia passa per Inverness, attraversa il Grande Glenn e connette Loch Ness, Loch Oich e Loch Lochy.
Le Isole Ness, parco pubblico, consistono di due isolette boscose collegate da ponti pedonali e usate come luoghi ricreativi sin dagli anni 1840. Craig Phadraig, un tempo antico forte gaelico posto su una collina di 240 metri offre escursioni su un percorso che attraversa terreno boscoso e di brughiera.
Inverness è posta sulla Faglia del Grande Glen. L'ultimo terremoto verificatosi a Inverness risale al 1934.

## Società
| Anno | Provincia di Inverness | Inverness |
| ---- | ---------------------- | --------- |
| 2010 | 57 960                 | 45 050    |
| 2008 | 56 660                 | 44 220    |
| 2006 | 54 070                 | 42 400    |
| 2004 | 52 530                 | 40 880    |
| 2003 | 51 610                 | 40 470    |
| 2001 | 46 944                 | 40 949    |
| 1991 | 44 903                 | 40 918    |
| 1981 | 43 246                 | 40 011    |
| 1971 |                        | 34 839    |
| 1961 |                        | 29 774    |
| 1951 |                        | 28 107    |
| 1881 |                        | 17 365    |
| 1871 |                        | 14 469    |
| 1861 |                        | 12 509    |
| 1801 |                        | 8 732     |
| 1791 |                        | 7 930     |

Il National Records of Scotland (Ufficio del Registro Scozzese) produce regolarmente due stime demografiche, una per la città di Inverness stessa e una per l'area metropolitana (provinciale) di Inverness che include i villaggi di Balloch, Culloden, Smithton e Westhill. Prima del 2008 tale area includeva soltanto Inverness e Westhill, cosicché le cifre degli anni 1981-2006 qui riportate assommano le due località con quelle individuali di Inverness, Westhill e Culloden (che include Balloch e Smithton).

### Istituzioni, enti e associazioni
Raigmore Hospital è l'ospedale principale di Inverness e della contea delle Highland. L'attuale centro ospedaliero è stato inaugurato nel 1970, È inoltre un ospedale di formazione con facoltà distaccate dell'Università di Aberdeen e di Stirling per medicina e infermieristica.

## Amministrazione

### Gemellaggi
- Augusta, dal 1956
- La Baule-Escoublac
- Saint-Valery-en-Caux

## Sport

### Calcio
La squadra principale della città è l'Inverness Caledonian Thistle.

### Shinty
Lo shinty (noto anche come camanachd, o iomain) è un antico sport celtico originario della Scozia, dove è ancora uno degli sport più amati. Viene giocato con bastoni ed una palla. Lo shinty esiste in tutto il mondo in diverse varianti, che prendono nomi diversi. Al giorno d'oggi lo shinty viene praticato quasi esclusivamente nelle Highlands scozzesi e Inverness ospita spesso molte finali di Shinty, come la Finale della Coppa Camanachd (massimo premio di shinty).

## Curiosità
In questa città sono ambientate alcune storie del fumetto Dylan Dog, nonché alcuni episodi delle prime stagioni del serial televisivo Outlander.